# Вітольд Ващиковський
Вітольд Ян Ващиковський (пол. Witold Jan Waszczykowski, нар. 5 травня 1957, Пйотркув-Трибунальський, Польська Народна Республіка) — польський історик, дипломат і політик, у 2005—2008 — заступник міністра закордонних справ, у 2008—2010 — заступник голови Бюро національної безпеки, депутат Сейму VII і VIII скликань, міністр закордонних справ Польщі у 2015—2018 роках.

## Життєпис
Народився 5 травня 1957 в місті Пйотркув-Трибунальський.
Отримав ступінь магістра історії в Лодзькому університеті та ступінь магістра міжнародних відносин в Орігонському університеті.
З 1992 працював в структурах МЗС Польщі, у 1999-2002 був послом Польщі в Ірані.
З 4 листопада 2005 по 11 серпня 2008 займав пост заступника міністра закордонних справ Польщі.
З 27 серпня 2008 по 6 липня 2010 було заступником голови Бюро національної безпеки.
На парламентських виборах в 2011 обраний в Сейм, переобраний в 2015.
16 листопада 2015 зайняв пост міністра закордонних справ у кабінеті Беати Шидло.

## Скандали
10 січня 2017, Ващиковський заявив журналістам, що в заявці на непостійне місце для Польщі в Раді Безпеці ООН, він провів офіційні зустрічі з делегаціями країн, у тому числі з країнами Карибського басейну, з деякими з них «за перший час в історії нашої дипломатії. Наприклад, з такими країнами, як Беліз або Сан Ескобар».
Прес-секретар заявив, що це була обмовка іспанської назви країни San Cristóbal y Nieves (яка в українській мові відома як Сент-Кіттс і Невіс).
Заявив, що Польща накладе вето на можливий вступ України до Європейського Сюзу, якщо не будуть розв'язані історичні питання.